# Erewhon-Becken
Das Erewhon-Becken ist eine ausladende und unvereiste Talmulde in der antarktischen Ross Dependency. Das Becken liegt in den Brown Hills der Cook Mountains und trennt die Mündungen des Foggydog- und des Bartrum-Gletschers vom Nordrand des Darwin-Gletschers.
Teilnehmer einer von 1962 bis 1963 dauernden Kampagne der neuseeländischen Victoria University’s Antarctic Expeditions erkundeten das Becken und benannten es nach dem Roman Erewhon des britischen Schriftstellers Samuel Butler aus dem Jahr 1872.